# Natascia Leonardi Cortesi
Natascia Leonardi Cortesi (ur. 1 maja 1971 r. w Faido) – szwajcarska biegaczka narciarska, brązowa medalistka olimpijska.

## Kariera
Po raz pierwszy na arenie międzynarodowej pojawiła się w 1989 roku, startując na mistrzostwach świata juniorów w Vang. Zajęła tam 34. miejsce w biegu na 15 km stylem dowolnym i 34. miejsce w biegu na 5 km techniką klasyczną. Na rozgrywanych rok później mistrzostwach świata juniorów w Les Saisies zdobyła brązowy medal w sztafecie, a w biegu na 5 km stylem klasycznym była trzynasta. Wystartowała też na mistrzostwach świata juniorów w Reit im Winkl w 1991 roku, gdzie była czwarta w sztafecie i piąta na dystansie 15 km.
Igrzyska olimpijskie w Alberville w 1992 r. były jej olimpijskim debiutem. Jej najlepszym indywidualnym wynikiem było tam 25. miejsce w biegu na 15 km techniką klasyczną. Podczas igrzysk w Nagano zajęła 24. miejsce w biegu 30 km stylem dowolnym, a wraz z koleżankami zajęła wysokie 4. miejsce w sztafecie. Największy sukces osiągnęła jednak na igrzyskach olimpijskich w Salt Lake City, gdzie wraz z Andreą Huber, Laurence Rochat i Brigitte Albrecht-Loretan zdobyła brązowy medal w sztafecie 4 × 5 km. Na tych samych igrzyskach uzyskała swój najlepszy indywidualny wynik olimpijski zajmując 10. miejsce w biegu na 30 km techniką klasyczną. Startowała także na igrzyskach olimpijskich w Turynie w 2006 r., gdzie jej najlepszym wynikiem było 16. miejsce w biegu na 30 km techniką dowolną.
W 1997 r. zadebiutowała na mistrzostwach świata biorąc udział w mistrzostwach w Trondheim. Najlepszy wynik uzyskała w biegu na 15 km techniką dowolną, w którym zajęła 42. miejsce. Nieco lepiej zaprezentowała się podczas mistrzostw świata w Ramsau, gdzie plasowała się w trzeciej dziesiątce. Jej jedynym startem indywidualnym na mistrzostwach w Lahti był bieg na 15 km techniką klasyczną, w którym zajęła 20. miejsce. Na mistrzostwach świata w Val di Fiemme nie zdołała poprawić tego wyniku zajmując w swym najlepszym starcie 23. miejsce w biegu na 30 km techniką dowolną. Swój najlepszy indywidualny wynik uzyskała na mistrzostwach świata w Oberstdorfie, gdzie zajęła 16. miejsce w biegu na 10 km stylem klasycznym. Startowała także na mistrzostwach świata w Sapporo, ale zajmowała odległe miejsca.
Najlepsze wyniki w Pucharze Świata osiągnęła w sezonie 1999/2000, kiedy to zajęła 56. miejsce w klasyfikacji generalnej. W 2002 r. zakończyła karierę.
Obecnie startuje w zawodach cyklu FIS Marathon Cup. W 2003, 2005 i 2006 r. wygrała szwajcarski maraton narciarski Engadin Skimarathon. W 2006 r. została mistrzynią świata w ski mountaineeringu. W tym samym roku wygrała także australijski maraton narciarski Kangaroo Hoppet. W 2011 r. wygrała francuski maraton Transjurassienne.

## Osiągnięcia

### Igrzyska olimpijskie
| Miejsce | Dzień     | Rok  | Miejscowość    | Konkurencja             | Czas biegu | Strata   | Zwyciężczyni        |
| ------- | --------- | ---- | -------------- | ----------------------- | ---------- | -------- | ------------------- |
| 25.     | 9 lutego  | 1992 | Albertville    | 15 km stylem klasycznym | 42:20,8    | +4:11,9  | Lubow Jegorowa      |
| 9.      | 17 lutego | 1992 | Albertville    | Sztafeta 4 × 5 km       | 59:34,8    | +3:19,3  | WNP                 |
| 31.     | 21 lutego | 1992 | Albertville    | 30 km stylem dowolnym   | 1:22:30,1  | +10:50,9 | Stefania Belmondo   |
| 4.      | 15 lutego | 1998 | Nagano         | Sztafeta 4 × 5 km       | 55:13,5    | +1:39,8  | Rosja               |
| 24.     | 20 lutego | 1998 | Nagano         | 30 km stylem dowolnym   | 1:22:01,5  | +8:30,3  | Julija Czepałowa    |
| 15.     | 9 lutego  | 2002 | Salt Lake City | 15 km stylem dowolnym   | 39:54,4    | +2:01,9  | Stefania Belmondo   |
| 15.     | 12 lutego | 2002 | Salt Lake City | 10 km stylem klasycznym | 28:05,6    | +1:51,9  | Bente Skari         |
| 3.      | 21 lutego | 2002 | Salt Lake City | Sztafeta 4 × 5 km       | 49:30,6    | +33,0    | Niemcy              |
| 10.     | 24 lutego | 2002 | Salt Lake City | 30 km stylem klasycznym | 1:30:57,1  | +49,7    | Gabriella Paruzzi   |
| 24.     | 12 lutego | 2006 | Turyn          | 15 km łączony           | 42:48,7    | +2:45,6  | Kristina Šmigun     |
| 2.      | 18 lutego | 2006 | Turyn          | Sztafeta 4 × 5 km       | 54:47,7    | +2:04,7  | Rosja               |
| 16.     | 24 lutego | 2006 | Turyn          | 30 km stylem dowolnym   | 1:22:25,4  | +3:06,6  | Kateřina Neumannová |

### Mistrzostwa świata
| Miejsce | Dzień     | Rok  | Miejscowość   | Konkurencja             | Czas biegu | Strata  | Zwyciężczyni        |
| ------- | --------- | ---- | ------------- | ----------------------- | ---------- | ------- | ------------------- |
| 42.     | 21 lutego | 1997 | Trondheim     | 15 km stylem dowolnym   | 36:28,2    | +4:12,8 | Jelena Välbe        |
| 59.     | 23 lutego | 1997 | Trondheim     | 5 km stylem klasycznym  | 13:32,7    | +1:28,3 | Jelena Välbe        |
| 8.      | 27 lutego | 1997 | Trondheim     | Sztafeta 4 × 5 km       | 56:40,2    | +2:27,2 | Rosja               |
| 28.     | 19 lutego | 1999 | Ramsau        | 15 km stylem dowolnym   | 38:49,0    | +4:26,8 | Stefania Belmondo   |
| 5.      | 25 lutego | 1999 | Ramsau        | Sztafeta 4 × 5 km       | 53:05,9    | +2:25,8 | Rosja               |
| 27.     | 27 lutego | 1999 | Ramsau        | 30 km stylem klasycznym | 1:29:19,9  | +8:24,2 | Łarisa Łazutina     |
| 20.     | 15 lutego | 2001 | Lahti         | 15 km stylem klasycznym | 43:54,8    | +3:42.1 | Bente Skari         |
| 7.      | 23 lutego | 2001 | Lahti         | Sztafeta 4 × 5 km       | 53.01,6    | +3:16,9 | Rosja               |
| 28.     | 18 lutego | 2003 | Val di Fiemme | 15 km stylem klasycznym | 39:40,9    | +2:46,2 | Bente Skari         |
| 34.     | 20 lutego | 2003 | Val di Fiemme | 10 km stylem klasycznym | 25:47,0    | +2:24,2 | Bente Skari         |
| 10.     | 24 lutego | 2003 | Val di Fiemme | Sztafeta 4 × 5 km       | 50:54,7    | +2:36,4 | Niemcy              |
| 23.     | 28 lutego | 2003 | Val di Fiemme | 30 km stylem dowolnym   | 1:14:29,8  | +5:30,0 | Olga Zawjałowa      |
| 16.     | 17 lutego | 2005 | Oberstdorf    | 10 km stylem dowolnym   | 26:27,6    | +1:27,8 | Kateřina Neumannová |
| 11.     | 21 lutego | 2005 | Oberstdorf    | Sztafeta 4 × 5 km       | 57:15,7    | +3:23,7 | Norwegia            |
| 23.     | 26 lutego | 2005 | Oberstdorf    | 30 km stylem klasycznym | 1:27:05,8  | +4:14,7 | Marit Bjørgen       |
| 54.     | 27 lutego | 2007 | Sapporo       | 10 km stylem dowolnym   | 23:58,4    | +3:20,2 | Kateřina Neumannová |

### Mistrzostwa świata juniorów
| Miejsce | Dzień    | Rok  | Miejscowość   | Konkurs                | Wynik     | Strata  | Zwyciężczyni      |
| ------- | -------- | ---- | ------------- | ---------------------- | --------- | ------- | ----------------- |
| 34.     | 16 marca | 1989 | Vang          | 15 km stylem dowolnym  | 50:30,3   | +5:30,8 | Stefania Belmondo |
| 35.     | 18 marca | 1989 | Vang          | 5 km stylem klasycznym | 16:21,8   | +1:30,5 | Stefania Belmondo |
| 20.     | 29 marca | 1990 | Les Saisies   | 15 km stylem dowolnym  | 48:02,8   | +3:12,8 | Gabriele Heß      |
| 13.     | 30 marca | 1990 | Les Saisies   | 5 km stylem klasycznym | 15:19,9   | +1:09,3 | Olga Daniłowa     |
| 3.      | 31 marca | 1990 | Les Saisies   | Sztafeta 4 × 5 km      | 1:04:35,7 | +38,3   | ZSRR              |
| 5.      | 8 marca  | 1991 | Reit im Winkl | 15 km stylem dowolnym  | 45:01,7   | +1:41,2 | Gabriele Heß      |
| 4.      | 10 marca | 1991 | Reit im Winkl | Sztafeta 4 × 5 km      | 57:59,7   | +50,9   | Norwegia          |

### Puchar Świata

#### Miejsca w klasyfikacji generalnej
- sezon 1998/1999: 71.
- sezon 1999/2000: 56.
- sezon 2000/2001: 77.
- sezon 2001/2002: 75.
- sezon 2003/2004: 78.
- sezon 2004/2005: 57.

#### Miejsca na podium
Leonardi Cortesi nigdy nie zajęła miejsca na podium zawodów Pucharu Świata.

### FIS Marathon Cup

#### Miejsca w klasyfikacji generalnej
- sezon 2001/2002: 11.
- sezon 2002/2003: 6.
- sezon 2003/2004: 7.
- sezon 2004/2005: 5.
- sezon 2005/2006: 7.
- sezon 2007/2008: 5.
- sezon 2008/2009: 8.
- sezon 2009/2010: 5.
- sezon 2010/2011: 7.
- sezon 2011/2012: 10.
- sezon 2012/2013: 39.

#### Miejsca na podium
| Nr  | Dzień       | Rok  | Zawody              | Dystans               | Czas biegu | Strata  | Miejsce | Zwyciężczyni              |
| --- | ----------- | ---- | ------------------- | --------------------- | ---------- | ------- | ------- | ------------------------- |
| 1.  | 11 marca    | 2001 | Engadin Skimarathon | 42 km stylem dowolnym | 1:29:19,0  | +5,9    | 2.      | Brigitte Albrecht-Loretan |
| 2.  | 9 marca     | 2002 | Engadin Skimarathon | 42 km stylem dowolnym | 1:32:21,6  | -       | 1.      | -                         |
| 3.  | 14 marca    | 2004 | Engadin Skimarathon | 42 km stylem dowolnym | 1:37:53,3  | +7,5    | 2.      | Julija Czepałowa          |
| 4.  | 13 marca    | 2005 | Engadin Skimarathon | 42 km stylem dowolnym | 1:40:19,2  | -       | 1.      | -                         |
| 5.  | 12 marca    | 2006 | Engadin Skimarathon | 42 km stylem dowolnym | 2:01:22,7  | -       | 1.      | -                         |
| 6.  | 20 stycznia | 2008 | Dolomitenlauf       | 60 km stylem dowolnym | 1:50:42,5  | +1:07,4 | 2.      | Tatjana Jambajewa         |
| 7.  | 10 lutego   | 2008 | Transjurassienne    | 50 km stylem dowolnym | 2:02:53,0  | +5:04,0 | 3.      | Tatjana Jambajewa         |
| 8.  | 24 stycznia | 2010 | Dolomitenlauf       | 42 km stylem dowolnym | 1:56:15,2  | +2:39,5 | 2.      | Jenny Hansson             |
| 9.  | 14 lutego   | 2010 | Transjurassienne    | 54 km stylem dowolnym | 2:43:51,6  | +2,3    | 2.      | Susanne Nyström           |
| 10. | 13 lutego   | 2011 | Transjurassienne    | 40 km stylem dowolnym | 1:46:46,4  | -       | 1.      | -                         |
| 11. | 11 marca    | 2012 | Engadin Skimarathon | 42 km stylem dowolnym | 1:36:28,4  | +4,1    | 3.      | Anouk Faivre-Picon        |